# Fixed
Ne doit pas être confondu avec Fixed (film).
Fixed est un EP de Nine Inch Nails sorti le 7 décembre 1992. C'est un EP de remix de l'EP Broken du même groupe, sorti également en 1992. Fixed signifie en anglais réparé, répondant donc au titre Broken (cassé). Il est toutefois considéré comme un EP à part entière (allant de pair avec Broken) et non comme un simple album remix.
D'une durée de 40 minutes et 23 secondes, Fixed offre une réinterprétation noise et industrielle de cinq des huit morceaux de Broken, comparativement à l'orientation metal industriel et alternatif de l'EP original.
Le premier pressage du disque était limité à environ 60 000 copies, mais face à son succès, le disque a été re-pressé plusieurs fois. Une édition vinyle est sortie au Royaume-Uni.

## Liste des titres
1. Gave Up (remixé par Coil avec Danny Hyde) - 5:25
2. Wish (remixé par J.G. Thirlwell) - 9:11
3. Happiness in Slavery (remixé par T. Reznor et Chris Vrenna avec P.K.[2]) - 6:09
4. Throw This Away[3] (remixé par T. Reznor et C. Vrenna avec Butch Vig) - 4:14
5. Fist Fuck (remixé par J.G. Thirlwell)[4] - 7:21
6. Screaming Slave[5] (Reznor/Vrenna/Bill Kennedy/Sean Beavan/Martin Brumbach/Bob Flanagan) - 8:02